# Elgin (Nebraska)
Elgin é uma cidade localizada no estado americano de Nebraska, no Condado de Antelope.

## Demografia
Segundo o censo americano de 2000, a sua população era de 735 habitantes.
Em 2006, foi estimada uma população de 673, um decréscimo de 62 (-8.4%).

## Geografia
De acordo com o United States Census Bureau, a localidade tem uma área de 1,9 km², sem área coberta por água.

## Localidades na vizinhança
O diagrama seguinte representa as localidades num raio de 24 km ao redor de Elgin.